# Alexandra Fiori
Alexandra Fiori (Porto Alegre, 3 de junho de 1973) é uma jornalista brasileira, formada em Comunicação Social, com habilitação em Jornalismo, pela Pontifícia Universidade Católica do Rio Grande do Sul, ganhadora do Troféu Mulher Imprensa e reconhecida por estar entre os jornalistas mais premiados do Brasil.

## Carreira
Alexandra Fiori iniciou a carreira em 1996 na equipe de reportagem da Rede Bandeirantes, em Porto Alegre, onde se especializou na editoria de Política e na apresentação de programas para rádio e TV. Desde 2004, atua em Brasília na coordenação de Jornalismo da sucursal da Agência Radioweb, uma agência de notícias direcionada à emissoras de rádio. Coordenou a transmissão online da cobertura das Eleições Gerais de 2010, com recorde de 540 emissoras em rede. Em 2011 venceu a 7ª Edição do Troféu Mulher Imprensa na categoria Diretora de Redação. No mesmo ano, assumiu a Coordenação de Jornalismo da Rádio Justiça. Em 2014, retornou para a Coordenação de Jornalismo da redação da Agência Radioweb, em Brasília.

## Prêmios
A comunicadora ganhou, em 2000, o III Prêmio Embratel de Jornalismo e o XVII Prêmio Direitos Humanos de Jornalismo com a reportagem "Democracia Tardia" sobre ex-presos políticos com direitos de cidadãos cassados após 21 anos do fim da ditadura militar brasileira. No mesmo ano, a reportagem "Morte Anunciada", que investigou a queda de qualidade no abastecimento de água da região metropolitana de Porto Alegre, venceu o 42º Prêmio ARI de Jornalismo e o I Prêmio Interamericano de Jornalismo Ambiental. Entre outros prêmios de jornalismo, em 2003, a reportagem "Retratos da Exclusão" venceu o Prêmio FIP Periodismo para La Tolerância, da Federación Internacional de Periodistas, abordando a exclusão de crianças com deficiência mental. Em 2011, foi reconhecida com o Troféu Mulher Imprensa, promovido pelo Portal Imprensa, na categoria Diretora de Redação.

## Vida Pessoal
Em 2015, formou-se como instrutora de yoga, atividade paralela que desenvolve colaborando com artigos para sites sobre saúde e bem-estar.